# Boarmia taeniota
Boarmia taeniota là một loài bướm đêm trong họ Geometridae.